# Тбіліський тролейбус
Тбіліський троле́йбус (груз. თბილისის ტროლეიბუსი) — закрита тролейбусна система в столиці Грузії Тбілісі.

## Історія
21 квітня 1937 року в Тбілісі розпочався тролейбусний рух. 1986 року тролейбусна мережа досягла свого максимального розвитку. В Тбілісі на той час існували 21 тролейбусних маршрутів загальною протяжністю 215 км, а тролейбусний парк складався з 225 тролейбусів. 
1999 року до Тбілісі з Афін надійшли 37 тролейбусів ЗіУ-682, завдяки чому було відновлено кілька тролейбусних маршрутів.
4 грудня 2006 року закриті останні 4 тролейбусних маршрутів (№ 15, 16, 19 та 21), що залишалися курсувати перед закриттям системи. Всі маршрути тролейбусів були замінені на автобусні маршрути:
| Заміна тролейбусних маршрутів з 4 грудня 2006 | Заміна тролейбусних маршрутів з 4 грудня 2006 |
| № маршрутів тролейбусів                       | № маршрутів автобусів                         |
| --------------------------------------------- | --------------------------------------------- |
| 15                                            | 39 та 71                                      |
| 16                                            | 83                                            |
| 19                                            | 15 та 21                                      |
| 21                                            | 19 та 83                                      |

## Рухомий склад
В Тбілісі за всю історію тролейбусного руху експлуатувалися різні типи моделей тролейбусів.
| Рухомий склад                                                                                       | Рухомий склад     |
| Тип моделі                                                                                          | Роки експлуатації |
| --------------------------------------------------------------------------------------------------- | ----------------- |
| Škoda 14Tr01 Škoda 14Tr02 Škoda 14Tr02/6 Škoda 14Tr02/04 Škoda 14Tr04 Škoda 14Tr11/6 Škoda 14Tr89/6 | 1983—2006         |
| Škoda 8Tr                                                                                           |                   |
| Škoda 9Tr Škoda 9TrH27 Škoda 9TrH29                                                                 | 1972—1990-ті      |
| ЗіУ-5 ЗіУ-5Г ЗіУ-5Д                                                                                 | 1966—1980-ті      |
| ЗіУ-682 ЗіУ-682Б ЗіУ-682В ЗіУ-682УГ                                                                 |                   |
| КТГ-1                                                                                               |                   |
| СВАРЗ ТС-1                                                                                          | 1969—1974         |
| МТБ-82 МТБ-82Д МТБ-82М                                                                              | 1947— ?           |
| ЯТБ-1                                                                                               | 1937— ?           |
| ЯТБ-2                                                                                               | 1938— ?           |
| ЯТБ-4                                                                                               | 1939— ?           |

## Галерея

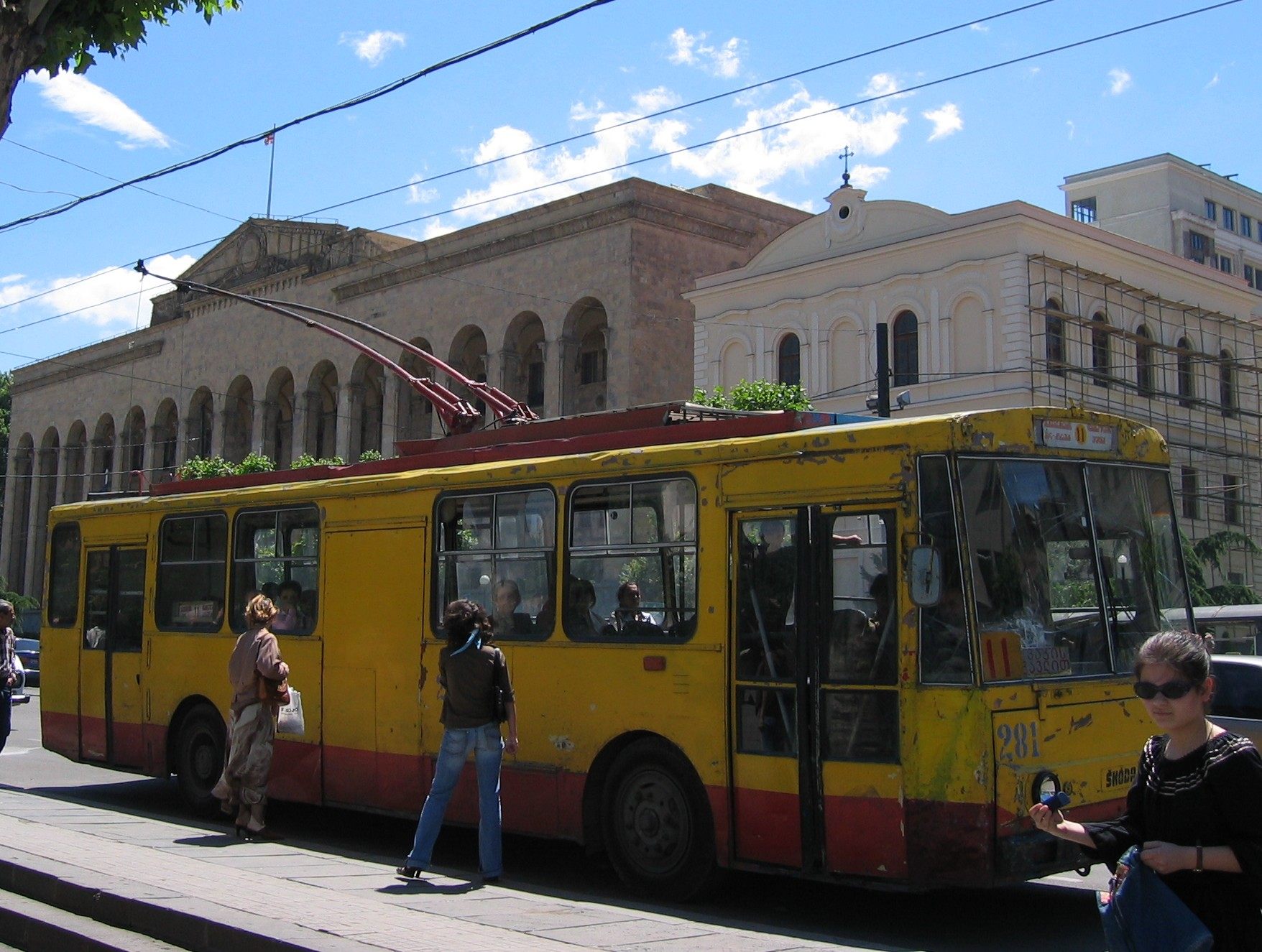
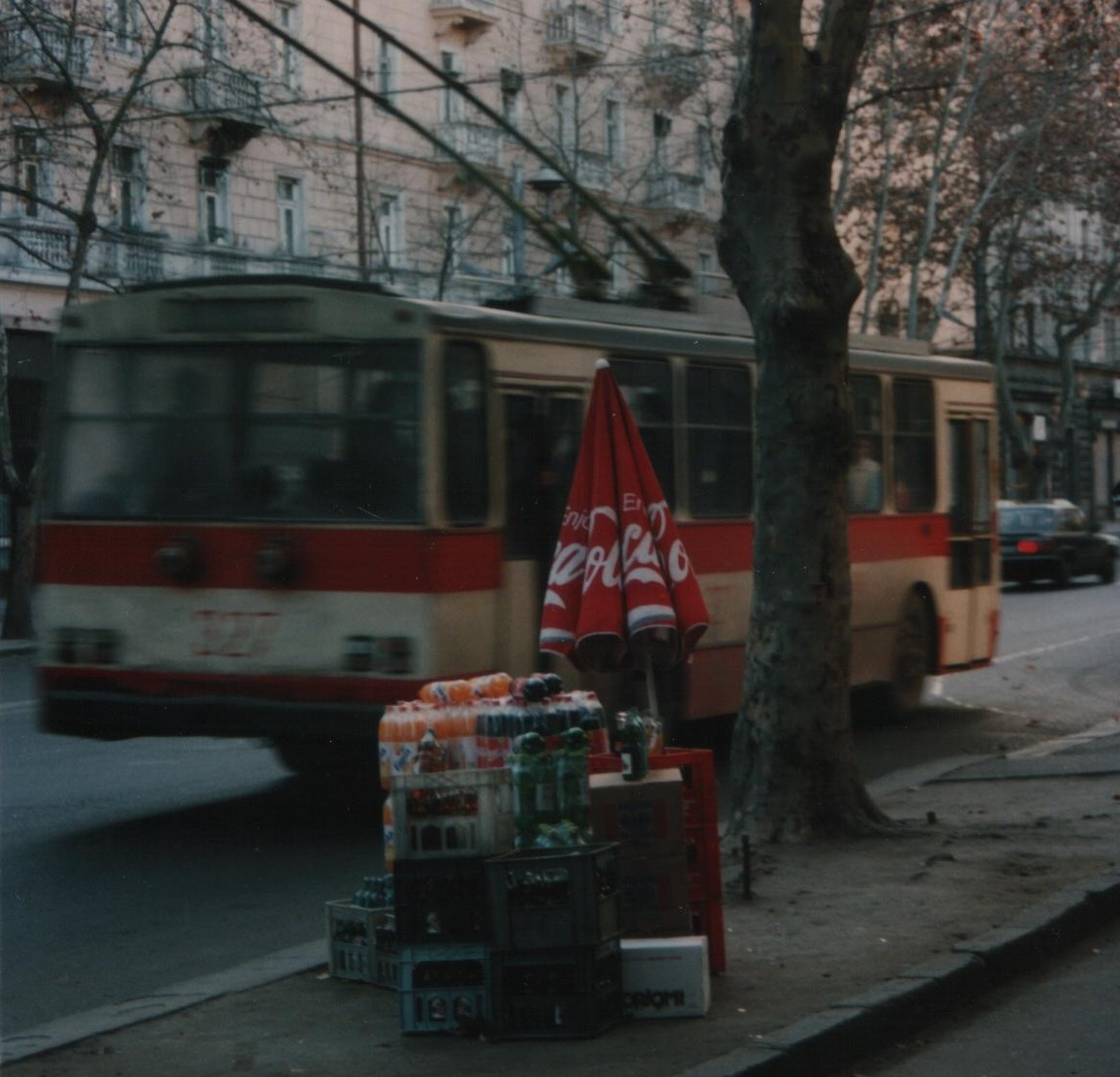